# Karakan
Karakan war eine türkischsprachige Rap-Gruppe aus Deutschland.

## Werdegang
Karakan wurde 1992 von Alper Aga als Soloprojekt gegründet. Alper Aga war zu dieser Zeit Mitglied der englischsprachigen Rapgruppe King Size Terror. Die erste Veröffentlichung von Karakan, die Maxi-CD „Defol Dazlak“, die komplett selbst produziert, finanziert und vertrieben wurde, erlangte in kürzester Zeit Kultstatus unter den türkischen Jugendlichen in Deutschland. Ein Jahr später stießen Kabus Kerim und Big Porno Ahmet zu Karakan, die bald darauf als Kern der Rapformation Cartel auftreten sollten.
Die aus den drei Gruppen Karakan, Da Crime Posse und Erci E. bestehende Formation Cartel nahm eine gemeinsame LP auf, die es innerhalb einer Woche zu 500.000 verkauften Einheiten in der Türkei schaffte. Dieser Erfolg wurde teilweise durch die Major-Plattenfirma PolyGram und durch das starke Medieninteresse in Deutschland ermöglicht. Das Cartel erlangte hierdurch Superstarstatus in der Türkei, wo Rap und Hip-Hop ansonsten eine sehr untergeordnete kulturelle Rolle spielte.

## Diskografie
- Defol Dazlak, Maxi-CD
- Cartel (mit Erci E und Da Crime Posse), Mercury (Universal), 1995
- „al sana karakan“ album